# 威尔森·帕拉西奥斯
威尔森·帕拉西奥斯（西班牙語：Wilson Palacios，1984年7月29日—），是洪都拉斯足球运动员，司职中场，曾效力于英超球會威根竞技、熱刺和史篤城。

## 生平
柏拉西奧斯和他的四名兄弟（美頓、謝利、尊尼及艾榮）一起在維多利亞體育會（Club Deportivo Victoria）展開其足球生涯，其後五人一同轉會奧林比亞體育會（Club Deportivo Olimpia）。他在2006年對馬拉松體育會（Club Deportivo Marathón）時，在比賽末段從中場線射入一個驚人的入球而開始受到注意。
2007年8月洪都拉斯有報章報導柏拉西奧斯失蹤，及後其父親澄清柏拉西奧斯只是到了倫敦參加英超球會阿仙奴的試訓。

### 伯明翰
2007年8月24日伯明翰城宣佈獲得雲加的推介，接受柏拉西奧斯的試訓，如合適將會借用6個月，這宗交易最終於8月31日落實。柏拉西奧斯首次在英超披甲上陣作客晏菲路球場以0-0賽和利物浦。同年10月時任伯明翰城領隊布魯士將柏拉西奧斯比喻為年青版的恩斯，更有意將他正式收歸旗下，但由於柏拉西奧斯返回洪都拉斯處理其弟弟被綁架事件而缺席比賽，使伯明翰城的新任領隊麥利殊（Alex McLeish）沒有足夠的時間觀察他的能力以作出收購決定。

### 韋根
2008年1月11日柏拉西奧斯正式轉投由布魯士執教的韋根，轉會費的金額沒有透露，簽約三年半，簽約翌日即首戰上陣對打比郡。柏拉西奧斯在中場掃蕩及努力全場奔跑，協助韋根再次成功保級，更被英國《太陽報》譽為2007/08年英超十大最佳收購之一。
柏拉西奧斯的出色表現獲得曼聯的垂青，有意將他和其隊友瓦伦西亚一併收歸己用，但布魯士拒絕出售其骨幹球員。

### 熱刺
2009年1月20日熱刺領隊哈里·雷德克纳普在記者會中宣佈已與韋根達成轉會費協議，柏拉西奧斯即將成為熱刺球員，他於同日到熱刺進行體檢，但對由西北部轉到北倫敦仍有保留，最終仍同意熱刺的私人條件，簽約五年效力直到2014年，翌日在股票市場公佈轉會費高達1,200萬英鎊。

### 史篤城
2011年8月31日帕拉西奥斯轉投史篤城，簽約四年，轉會費沒有透露，但據報僅為600萬英鎊左右。

## 國家隊
年紀輕輕的柏拉西奧斯已代表國家隊上陣超過50場，更因球技出眾而被暱稱為「魔術師」（El Mago）。他和蘇亞素（David Suazo）被普遍認為是洪都拉斯最佳的球員。

## 個人生活
柏拉西奧斯是四兄弟中的次子。2007年10月20日，他15歲的幼弟艾榮在拉塞瓦（La Ceiba）遭到綁票，於11月15日報稱獲釋。

## 外部連結
- 足球数据库：威尔森·帕拉西奥斯的球员统计数据
- 伯明翰城官網簡介